# Escarpia laminata
Escarpia laminata — вид багатощетинкових червів родини Погонофори (Siboglinidae).

## Поширення
Вид поширений у холодних просочуваннях на глибині від 1000 м до 3000 м від рівня моря у Мексиканській затоці.

## Опис
Довжина трубок Escarpia laminata досягає 50-60 см. У 2017 році вчені провели дослідження швидкості росту трубок. Біологи спостерігали за ними протягом року, за цей час вдалося з'ясувати, що трубки черв'яків за рік виростають всього на 0,5 мм.